# Sewell
Sewell es una ciudad minera deshabitada, ubicada en la cordillera de los Andes. Actualmente pertenece a la comuna de Machalí, y está ubicada a 150 km al sur de Santiago y a 64 km de la ciudad de Rancagua. Fue declarada Patrimonio de la Humanidad por la Unesco en el año 2006, por su incalculable valor histórico y cultural para Chile y el mundo.

## Historia

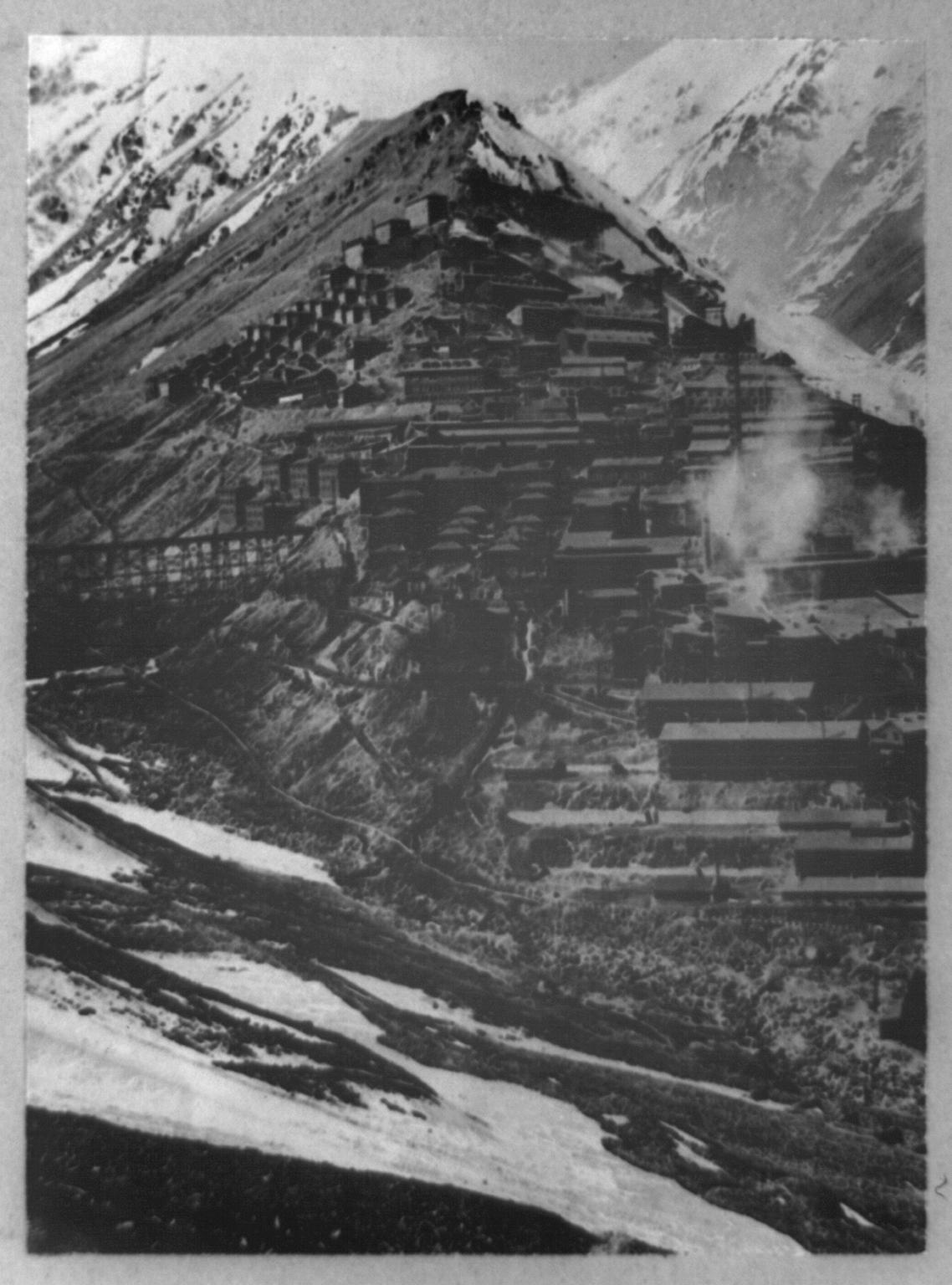
Vista de Sewell a comienzos del.

Sewell empezó su construcción y poblamiento en 1904, bajo la mano del ingeniero estadounidense William Braden, de la empresa minera estadounidense Braden Copper Company, dueña del yacimiento minero El Teniente. En un comienzo, recibió el nombre de El Establecimiento, y después fue llamado El Molino.
La ciudad se construyó previamente a la aprobación por parte del Ministerio de Hacienda para la explotación del mineral, que ocurrió el 29 de abril de 1905. Ese día se conoce como la fecha oficial de fundación de Sewell.
Entre 1907 y 1911 se construyó un ferrocarril que unió a Sewell con Rancagua.
El enclave no obtuvo la denominación de Sewell sino hasta marzo de 1915, cuando se le llamó como tal en honor a Barton Sewell, un alto ejecutivo de Braden Copper Co. que apoyó fielmente la iniciativa en tierras chilenas y que falleció ese año en Nueva York sin haber pisado nunca suelo chileno.

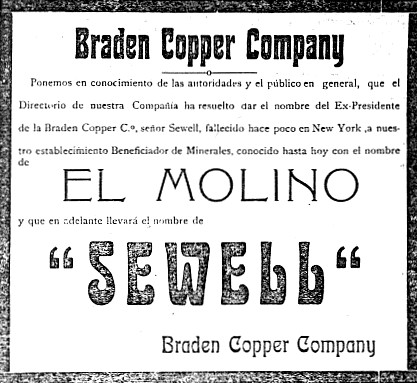
Inserto de periódico que anuncia el renombre del establecimiento minero como "Sewell" en 1915.

En 1916, el 95% de las acciones de Braden Copper Co. pasaron a manos de Kennecott Corporation, convirtiéndose en filial de esta última.

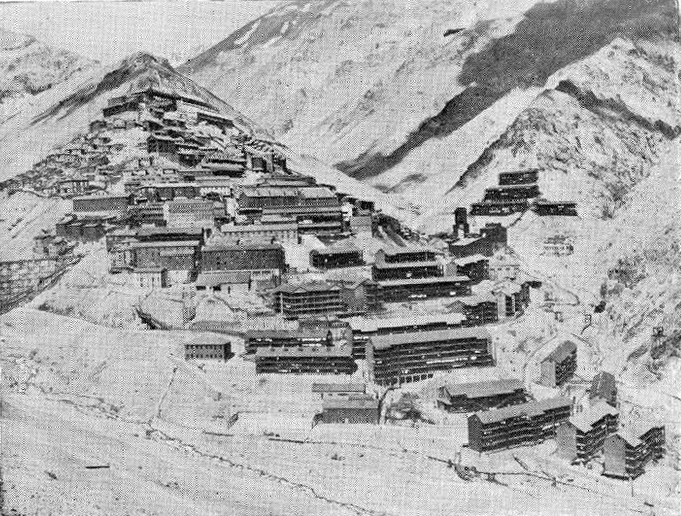
Sewell cerca 1940.

El Estado de Chile adquirió en 1967 el 51% de las acciones de Braden Copper Co., en el marco de la nacionalización del cobre, que concluyó en 1971. Ese mismo año se inició la «Operación Valle», para el traslado de los habitantes de Sewell a Rancagua, ya que el Estado no podía asumir los gastos del campamento. Paralelo a ello, el Estado construyó la Carretera del Cobre, por lo que el ferrocarril Rancagua-Sewell quedó inutilizado en 1978.
Sewell en la actualidad es propiedad de CODELCO División El Teniente, empresa estatal que se encarga del mantenimiento y de las visitas turísticas al pueblo.

## Demografía

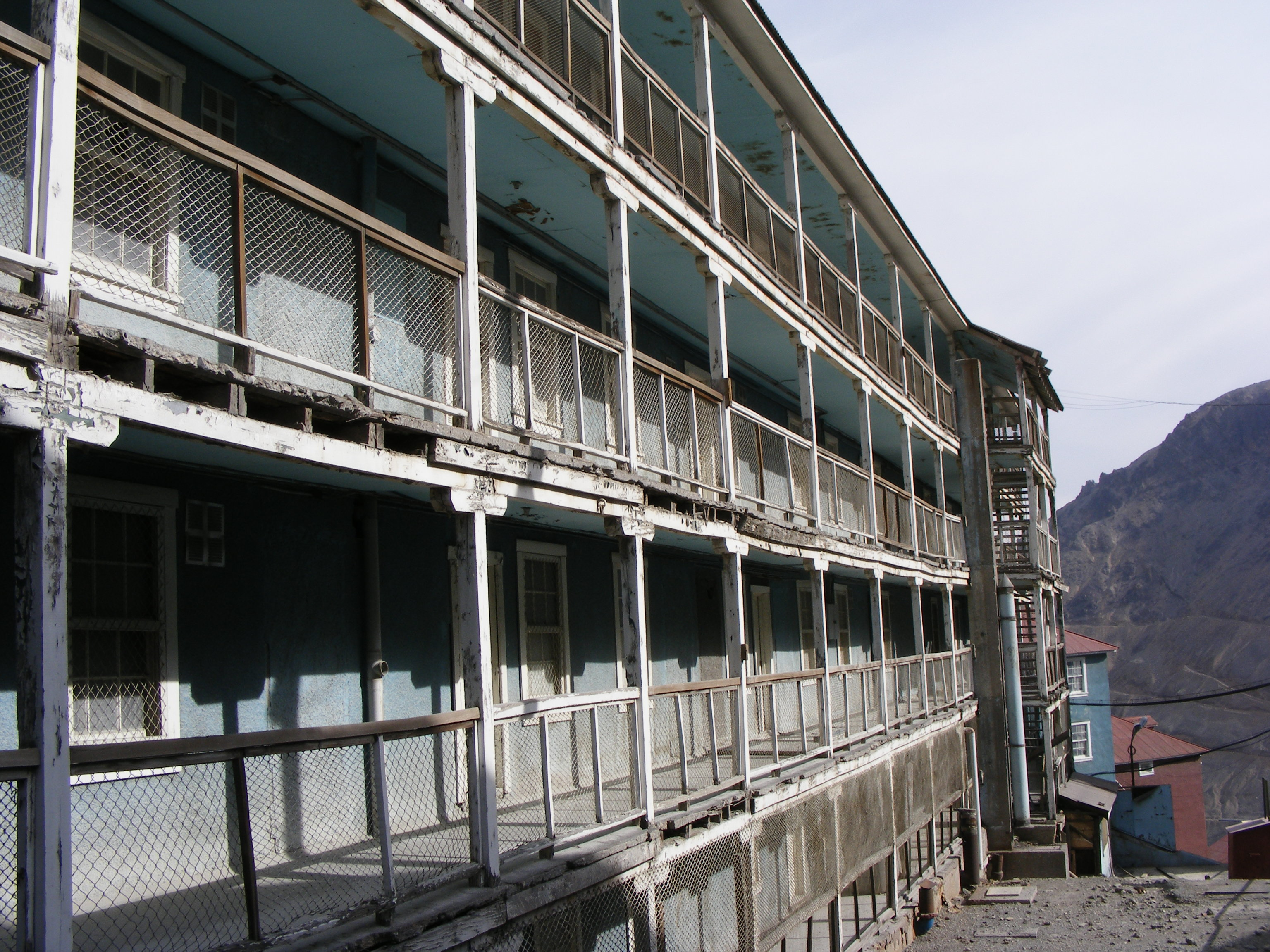
Departamentos donde habitaban los trabajadores de Sewell.

| Evolución poblacional | Evolución poblacional |
| --------------------- | --------------------- |
| Año                   | Población             |
| 1911                  | 4000                  |
| 1916                  | 9000                  |
| 1918                  | 14 000                |
| 1960                  | 15 000                |
| 1977                  | 1500                  |

## Arquitectura y ubicación

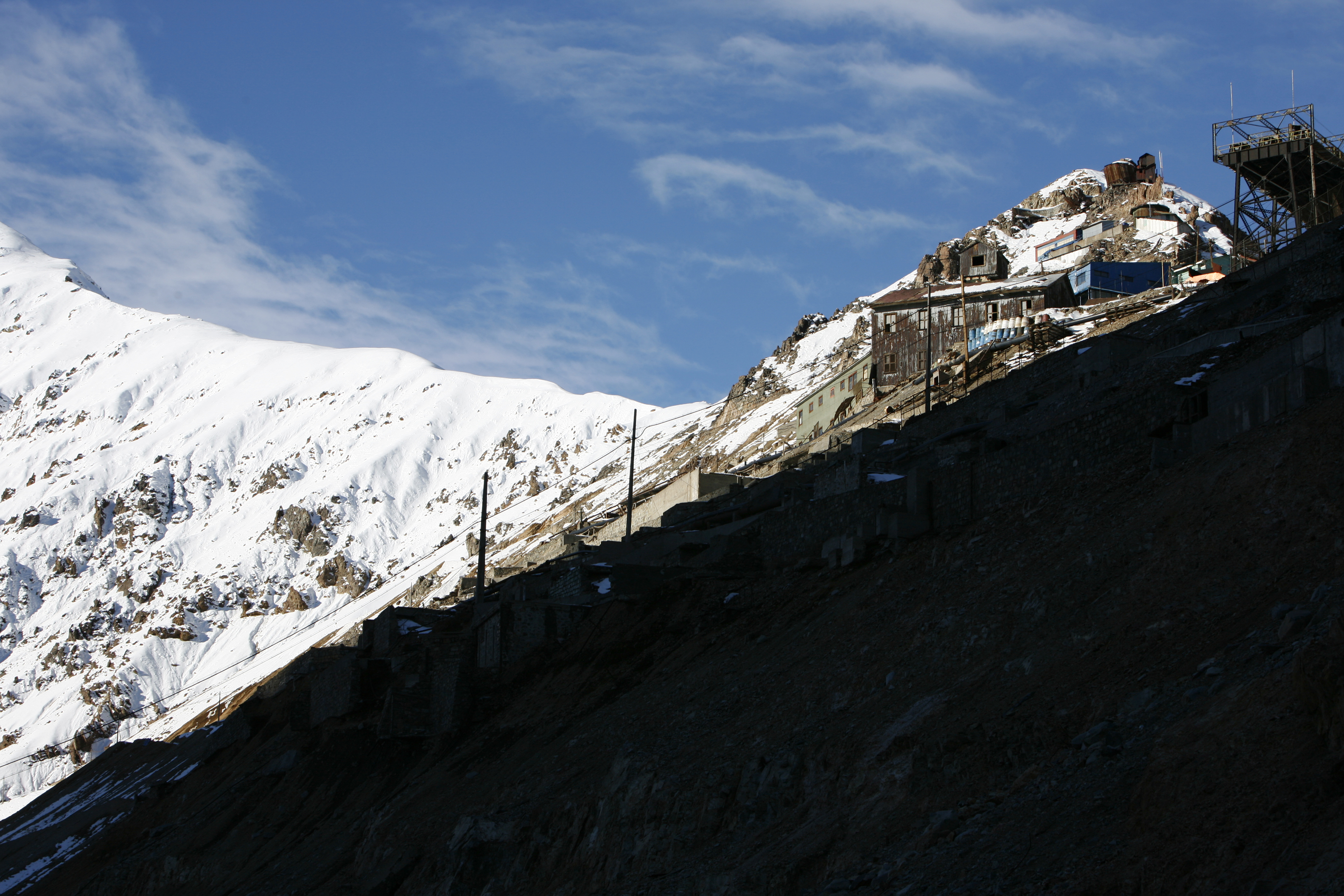
Sewell junto a la cordillera.

Esta ciudad minera enclavada en pleno desnivel de la Cordillera de Los Andes, se ubica sobre los 2140 m s. n. m., en la ladera del Cerro Negro. Se localiza a 53 km al oriente de Rancagua.
Una de las principales características de esta ciudad es la ausencia de calles. La «calle principal», por ejemplo, consiste en una gran escalera, desde donde se accede a Sewell.
Del poblado original, hoy sólo subsiste el centro de la ciudad, pues gran parte fue desmantelado y demolido a principio de los años 1980. Es posible visitar la ciudad en viajes turísticos que parten desde Rancagua.

## Valor patrimonial
La importancia que este complejo tuvo durante el siglo XX, y las características geográficas del lugar en que se inserta, han permitido que Sewell reciba distintas distinciones a nivel nacional e internacional.
Fue declarado monumento nacional en categoría de Zona Típica por el decreto n.º 857 del 27 de agosto de 1998.
El 13 de julio de 2006, el pueblo de Sewell, propiedad de Codelco, fue nombrado por el Comité del Patrimonio Mundial de la Unesco, reunido en Vilna, Lituania, como Patrimonio de la Humanidad, destacándose como un «ejemplo excepcional del fenómeno global de las ciudades obreras».

## Estado actual

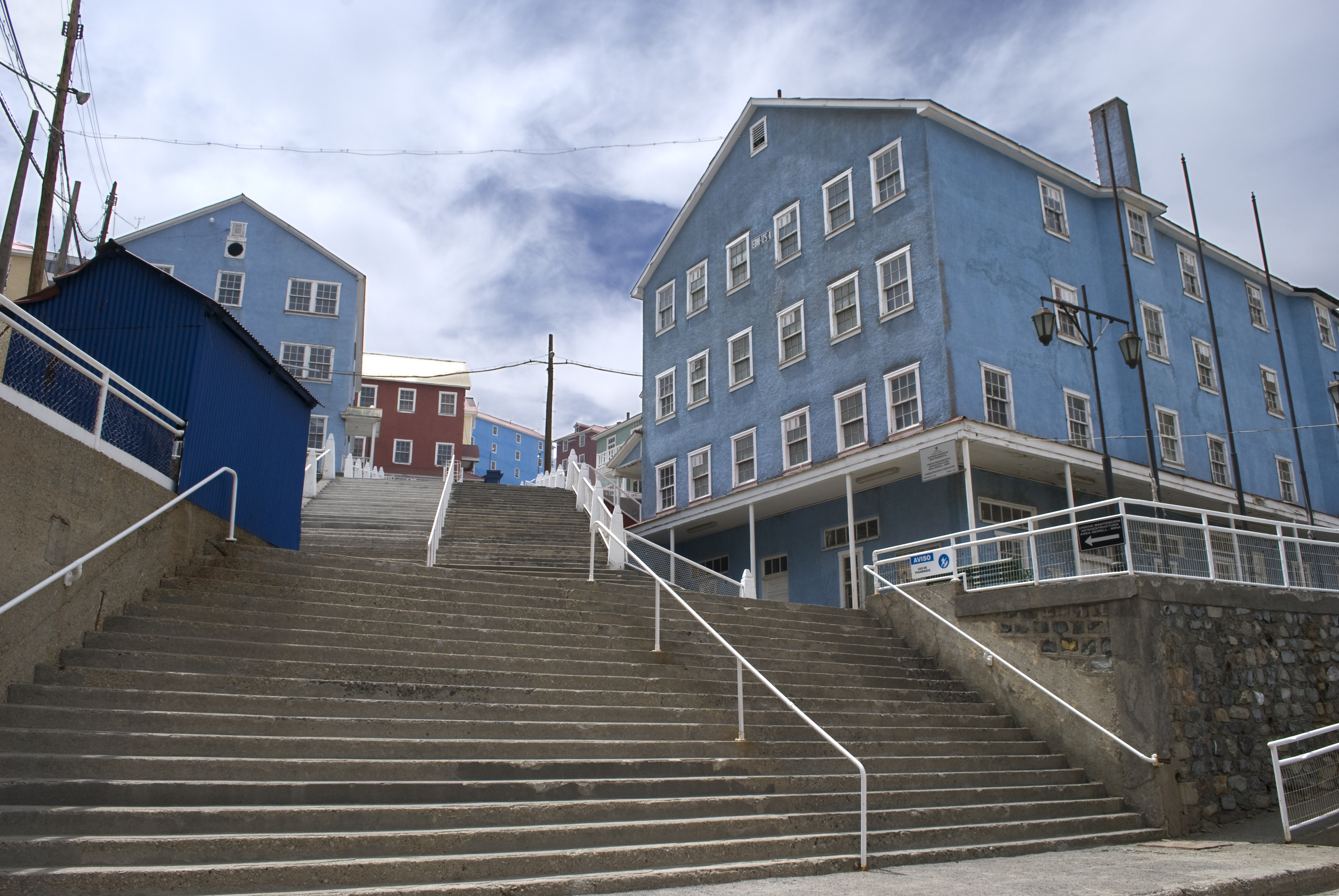
Sewell en 2008.

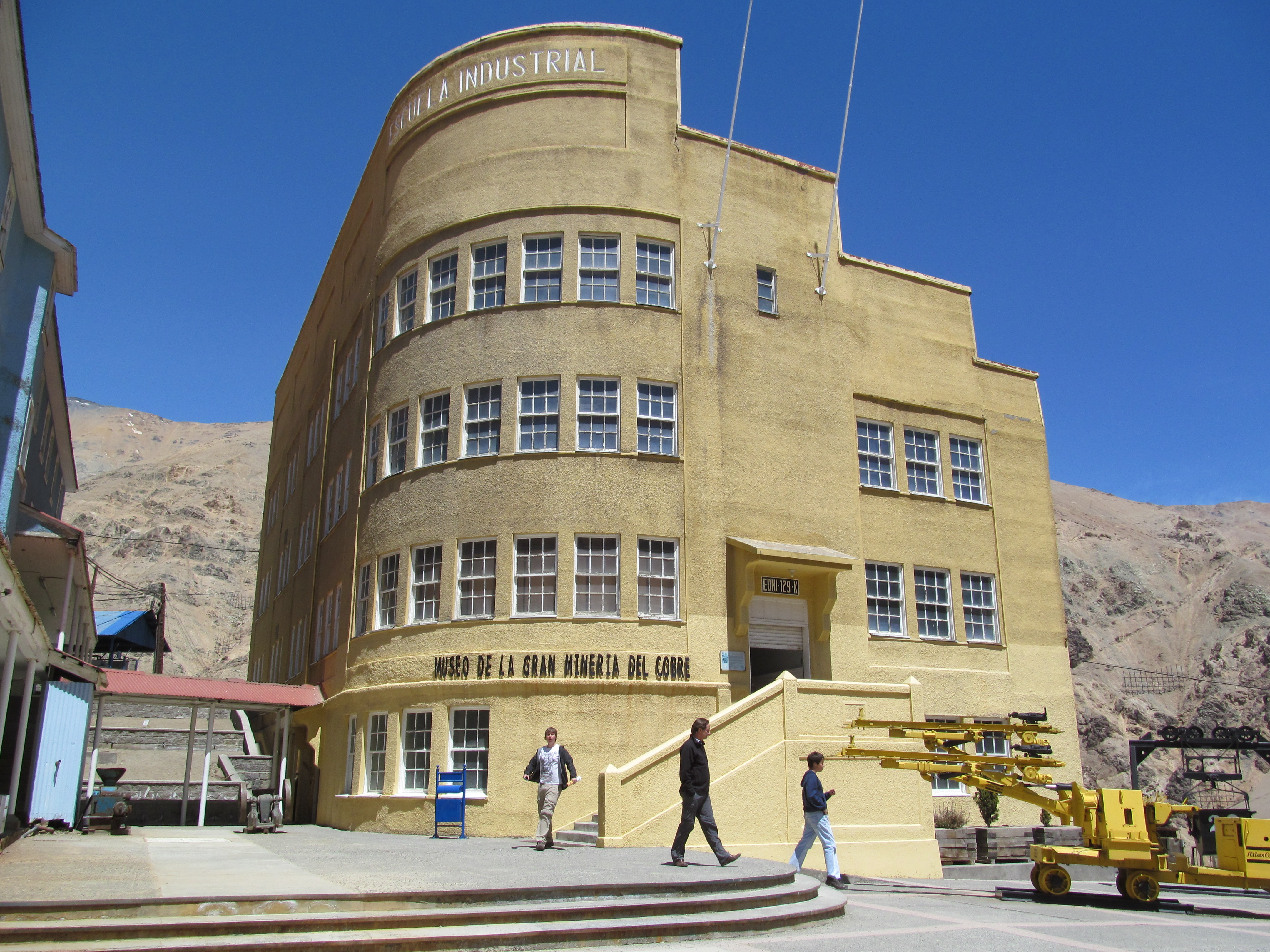
Museo de la Gran Minería del Cobre.

En la actualidad, Sewell es un área de trabajo donde aún siguen en operaciones el Concentrador del mismo nombre y unas pocas instalaciones industriales, y al cual se accede en vehículo por un tramo de la Carretera del Cobre. En el campamento permanecen en pie unos 50 edificios originales, que han sido restaurados para acoger la visita del público.
En Sewell se creó el Museo de la Gran Minería del Cobre, proyecto iniciado en agosto de 2001, y que fue definitivamente inaugurado en diciembre de 2010. Está alojado en el edificio originalmente destinado a la Escuela Industrial de Sewell.
En 2014 se promulgó la creación del «Día de los sewellinos y sewellinas», que se celebrará cada 29 de abril.

## Clima
El clima que se observa en Sewell es "templado cálido con estación seca prolongada", es decir, un clima mediterráneo. Por lo tanto, las estaciones del año se presentan claramente marcadas, con veranos en general sumamente calurosos y secos e inviernos lluviosos, suaves, húmedos y con abundante nieve. Las precipitaciones se concentran en los meses de mayo, junio, julio y agosto.
| Parámetros climáticos promedio de Sewell | Parámetros climáticos promedio de Sewell | Parámetros climáticos promedio de Sewell | Parámetros climáticos promedio de Sewell | Parámetros climáticos promedio de Sewell | Parámetros climáticos promedio de Sewell | Parámetros climáticos promedio de Sewell | Parámetros climáticos promedio de Sewell | Parámetros climáticos promedio de Sewell | Parámetros climáticos promedio de Sewell | Parámetros climáticos promedio de Sewell | Parámetros climáticos promedio de Sewell | Parámetros climáticos promedio de Sewell | Parámetros climáticos promedio de Sewell |
| Mes                                      | Ene.                                     | Feb.                                     | Mar.                                     | Abr.                                     | May.                                     | Jun.                                     | Jul.                                     | Ago.                                     | Sep.                                     | Oct.                                     | Nov.                                     | Dic.                                     | Anual                                    |
| ---------------------------------------- | ---------------------------------------- | ---------------------------------------- | ---------------------------------------- | ---------------------------------------- | ---------------------------------------- | ---------------------------------------- | ---------------------------------------- | ---------------------------------------- | ---------------------------------------- | ---------------------------------------- | ---------------------------------------- | ---------------------------------------- | ---------------------------------------- |
| Temp. máx. abs. (°C)                     | 39                                       | 35.7                                     | 36                                       | 32.3                                     | 31                                       | 26                                       | 28                                       | 29                                       | 32                                       | 33.3                                     | 34.7                                     | 38                                       | 39                                       |
| Temp. máx. media (°C)                    | 31                                       | 30                                       | 29                                       | 24                                       | 20                                       | 16                                       | 15                                       | 18                                       | 20                                       | 24                                       | 27                                       | 30                                       | 23.7                                     |
| Temp. mín. media (°C)                    | 13                                       | 12                                       | 10                                       | 7                                        | 4                                        | 3                                        | 1                                        | 4                                        | 5                                        | 7                                        | 9                                        | 11                                       | 7.2                                      |
| Temp. mín. abs. (°C)                     | -2                                       | -1                                       | -2                                       | -3                                       | -6                                       | -8                                       | -12.2                                    | -9                                       | -7                                       | -5                                       | -3                                       | -2                                       | -12.2                                    |
| Lluvias (mm)                             | 0                                        | 3.1                                      | 11.3                                     | 12                                       | 37.2                                     | 57                                       | 55.8                                     | 37.2                                     | 12                                       | 9.3                                      | 9                                        | 3.1                                      | 247                                      |
| Días de lluvias (≥ 1 mm)                 | 0                                        | 1                                        | 1                                        | 2                                        | 4                                        | 6                                        | 6                                        | 5                                        | 3                                        | 2                                        | 1                                        | 0                                        | 31                                       |
| Fuente: MSN weather[cita requerida]      |                                          |                                          |                                          |                                          |                                          |                                          |                                          |                                          |                                          |                                          |                                          |                                          |                                          |